# Тумир (струмок)
Тумир (рос. Тумир) — струмок в Україні у Галицькому й Тисменецькому районах Івано-Франківської області. Лівий доплив Дністра (басейн Дністра).

## Опис
Довжина струмка приблизно 6,83 км, найкоротша відстань між витоком і гирлом — 5,36  км, коефіцієнт звивистості річки — 1,27 . Формується декількома безіменними струмками та загатами.

## Розташування
Бере початок у селі Тумир. Тече переважно на південний схід понад горою Тумир (333,8 м), понад урочищем Свидова, через присілок село Довге і впадає у річку Дністер.